# Garm (mitologia)
Garm (Garmr) – piekielny pies nordyckiej bogini zaświatów Hel, córki Lokiego. Strażnik bram królestwa umarłych. Podczas Ragnaroku Garm miał stoczyć walkę z Tyrem, bogiem wojny i bitwy, w której obaj przeciwnicy mieli pozabijać się nawzajem. Według niektórych opisów Garm ma czworo oczu.